# NGC 5126
NGC 5126 este o galaxie lenticulară situată în constelația Centaurul. A fost descoperită în 6 mai 1834 de către John Herschel. Se află la o distanță de 68,18 de megaparseci de Pământ.